# III. arméfördelningen (1893–1927)
III. arméfördelningen var en arméfördelning inom svenska armén som verkade i olika former åren 1893–1927. Förbandsledningen var förlagd i Skövde garnison i Skövde.

## Historik
Genom 1892 års härordning bildades 3. arméfördelningen 1893, arméfördelningen ersatte då det tidigare 3. militärdistriktet. År 1902 antogs namnet III. arméfördelningen. I samband med försvarsbeslutet 1925 avvecklades III. arméfördelningen, i dess ställe bildades den 1 januari 1928 Västra arméfördelningen.

## Verksamhet
Arméfördelningschef hade en särskild stab, vilken bestod av 1 stabschef och 1 generalstabsofficer (båda på generalstabens stat), 2 såsom adjutanter ur underlydande truppförband kommenderade officerare, 1 fortifikationsofficer (på fortifikationens stat), 1 fördelningsintendent och 1 expeditionsintendent (på intendenturkårens stat), 1 fördelningsläkare och 1 fördelningsveterinär.

### Inskrivningsområde
År 1925 omfattade III. arméfördelningen följande inskrivningsområden: Bohus, Älvsborgs södra och norra samt Skaraborgs inskrivningsområden.

## Ingående enheter

### 1915
År 1915 bestod arméfördelningen av följande förband:

- Västgöta regemente (I 6)
- Skaraborgs regemente (I 9)
- Älvsborgs regemente (I 15)
- Bohusläns regemente (I 17)
- Livregementets husarer (K 3)
- Göta artilleriregemente (A 2)
- Boden-Karlsborgs artilleriregemente (A 8)
- Göta ingenjörkår (Ing 2) (utom fästningskompaniet i Karlskrona.)
- Göta trängkår (T 2)

### 1925
År 1925 bestod arméfördelningen av nedanstående förband.

- 5. infanteribrigaden: Skaraborgs regemente (I 9) och Älvsborgs regemente (I 15)
- 6. infanteribrigaden: Västgöta regemente (I 6) och Bohusläns regemente (I 17)
- Livregementets husarer (K 3)
- Göta artilleriregemente (A 2)
- Karlsborgs artillerikår (A 10)
- Göta ingenjörkår (Ing 2)
- Göta trängkår (T 2)
- Intendenturkompaniet i Karlsborg (Int 2)

## Förläggningar och övningsplatser
Staben samt förbandsledningen för III. arméfördelningen förlades 1893 till Skolgatan 10 i Skövde.

## Förbandschefer
- 1893–1896: Axel Ryding
- 1896–1902: Carl Wilhelm Ericson
- 1902–1911: Carl Axel Nordenskjöld
- 1911–1917: Christofer von Platen
- 1917–1922: Bror Munck
- 1922–1926: Axel Carleson
- 1926–1927: John Nauckhoff

## Namn, beteckning och förläggningsort
| 3. arméfördelningen   | 1893-10-01 | – | 1901-12-31 |
| III. arméfördelningen | 1902-01-01 | – | 1927-12-31 |

| Skövde garnison (F) | 1893-10-01 | – | 1927-12-31 |